# Werner Schmidt (Politiker)
Werner Schmidt (* 2. Dezember 1926 in Quesitz; † November 2012) war ein deutscher Politiker (DDR-CDU, ab 1990 CDU) und Mitglied des Sächsischen Landtages.

## Leben
Werner Schmidt besuchte die Volksschule in Markranstädt. Anschließend machte er eine Lehre als Sattler und legte die Meisterprüfung im Jahr 1950 ab. Nachdem die Lederwarenfabrik C. E. Pilz in Leipzig 1972 enteignet worden war, war Schmidt selbständig tätig. Es folgte ein Studium an der Ingenieurschule Weißenfels. 1978 war er Ingenieur für Lederverarbeitungstechnik. Ab 1972 war Schmidt Direktor im eigenen ehemaligen Betrieb und später Fachdirektor im Kombinat „Aktuell“ in Leipzig. Ab 1990 war er im Lederwarengroßhandel seiner Ehefrau in Leipzig tätig. Außerdem war Werner Schmidt Gesellschafter der Terra Tec GmbH i. G. in Leipzig.
Schmidt war evangelisch, verheiratet und hatte ein Kind.

## Politik
Werner Schmidt war von 1957 bis 1964 Mitglied im Kreistag des Kreises Leipzig-Land. Zwischen 1970 und 1989 war er Mitglied der Stadtverordnetenversammlung Leipzig. Außerdem war er ab 1990 Vorsitzender der Mittelstandsvereinigung der CDU/CSU Sachsen.
Am 15. März 1991 trat Schmidt als Nachrücker für den ausgeschiedenen Abgeordneten Arndt Rauchalles in den Sächsischen Landtag ein. Dort war er Mitglied im Innenausschuss sowie im Petitionsausschuss. 1994 zog er sich aus der aktiven Politik zurück. Er gehörte zu den Mitbegründern der Vereinigung ehemaliger Mitglieder des Sächsischen Landtages e.V. und war von 1994 bis 2003 deren erster Vorsitzender. Nachdem Ute Georgi den Vorsitz übernommen hatte, wurde Schmidt zum Ehrenvorsitzenden des Vereins ernannt.

## Ehrungen
Am 22. Mai 2004 verlieh ihm der Landtagspräsident Erich Iltgen als „Begründer und vor allem Gestalter der neuen politischen Verhältnisse in Sachsen“ die Sächsische Verfassungsmedaille.

## Belege
- Klaus-Jürgen Holzapfel (Hrsg.): Sächsischer Landtag: 1. Wahlperiode, 1990–1994; Volkshandbuch. NDV Neue Darmstädter Verlagsanstalt, Rheinbreitbach 1991, ISBN 3-87576-265-7, S. 73 (Ausschüsse: S. 83 u. 94). (Stand Mai 1991)